# Пам'ятник Свободи (Стамбул)
Пам'ятник Свободи (тур. Hürriyet Anıtı) — меморіал на честь воїнів, які загинули при захисті парламенту Османської імперії від монархічних сил у ході контрперевороту 1909 року, особливо відзначені загиблі в інциденті 31 березня. Розташований у районі Шишлі, Стамбул, Туреччина.
Пам'ятник відкрито в 1911 році, у другу річницю інциденту 31 березня. У комплексі також знаходяться могили чотирьох відомих османських високопоставлених чиновників, останки яких були переміщені сюди набагато пізніше. Пам'ятник, який розглядається сьогодні як символ сучасності, демократії і світськості в Туреччині, служить іноді місцем офіційних церемоній і громадських зібрань.

## Опис
Пам'ятник розташовується на найвищому пагорбі (130 м над рівнем моря) стамбульського району Шишли, відомому як Пагорб вічної свободи (тур. Hürriyet-I Ebediye Tepesi) (буквально Вічний Пагорб свободи). Нині він розташований в межах трикутника, який пов'язаний з трьома основними автомагістралями, що об'єднують Шишли і Чаглаян.
Проект монумента був розроблений відомим османським архітектором Музаффер Беєм, який виграв відповідний архітектурний конкурс. Пам'ятник, споруджений у 1909—1911 роках, виконаний у вигляді ствола гармати, що стріляє у небо, і встановленої на рівнобічному трикутному постаменті. По обидва боки мармурового постаменту висічені імена солдатів, похованих тут. Пам'ятник оперізує тугра султана Мехмеда V Решата. Монумент розташований у центрі парку з доріжками, що утворюють п'ятипроменеву зірку, оточену колом, символізуючи зірку та півмісяць на османському прапорі.

## Поховання

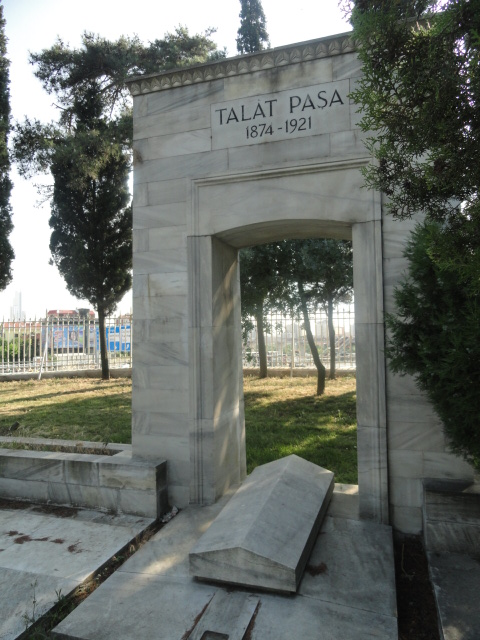
Могила Мехмеда Талаат-паші

На території монумента були поховані 74 солдата, загиблих у ході інциденту 31 березня. Державна церемонія поховання їх праху відбулася 23 липня 1911 року.
Пізніше сюди були перенесені рештки чотирьох високопоставлених чиновників Османської імперії:
- Мідхат-паша, один із творців першої османської конституції 1876 року і великий візир, помер у вигнанні в аравійському місті Ет-Таїф.
- Махмуд Шевкет-паша, який очолив «Армію дії» (Hareket Ordusu) під час придушення путчу 1909 року, потім великий візир, убитий у 1913 році.
- Мехмед Талаат-паша, міністр внутрішніх справ і великий візир Османської імперії, вбитий у 1921 році. Його рештки були привезені в 1943 році з Берліна (Німеччина).
- Енвер-паша, військовий міністр і начальник генштабу Армії Османської імперії під час Першої світової війни, який загинув у Туркестані, чиї рештки були перенесені сюди в 1996 році з Таджикистану[3]

## Точка тяжіння
Це місце служить місцем проведення у Стамбулі демонстрацій за демократію та дотримання громадянських прав. Демонстрації в День праці, організовані профспілками, проводилися навколо цього місця багато років після бійні на площі Таксим у 1977 році.

## Логотип району Шишли
Вид пам'ятника відображений у логотипі муніципалітету Шишлі, використовуваним його владою.